# Felix (fumetto)
Felix (Gatto Felix fino al 1979) è stata una serie a fumetti mensile in formato tascabile a libretto pubblicata in Italia dalle Edizioni Bianconi dal 1962 al 1994 per 296 numeri.

## Storia editoriale
La testata pubblicava storie del personaggio immaginario Felix the Cat interamente di produzione italiana realizzate da autori come Tiberio Colantuoni e disegnate da Alberico Motta, Umberto Manfrin e Agnese Fedeli. Il personaggio originale venne revisionato al fine di aggiornarlo ai tempi moderni e per renderlo adatto a un pubblico molto giovane e che portò alla realizzazione di un'ampia produzione di largo successo sviluppata per decenni e pubblicata in varie edizioni anche all'estero. La serie principale venne ristampata due volte, la prima nella testata Super Felix, edita dal 1964 al 1993 per 179 numeri e la seconda nella testata Felix Story, edita dal 1984 al 1985 per 8 numeri